# Boży Dar (powiat zamojski)
Boży Dar – wieś w Polsce położona w województwie lubelskim, w powiecie zamojskim, w południowej części gminy Sitno. Leży 10 km od Zamościa. 
W okresie międzywojennym Boży Dar należał do gminy Kotlice. W latach 1975–1998 miejscowość należała administracyjnie do województwa zamojskiego.
Wieś jest sołectwem w gminie Sitno. Według Narodowego Spisu Powszechnego z roku 2011 wieś liczyła 286 mieszkańców.
Wierni Kościoła rzymskokatolickiego należą do parafii Parafia św. Michała Archanioła w Cześnikach.
| SIMC    | Nazwa   | Rodzaj    |
| ------- | ------- | --------- |
| 0897906 | Kliny   | część wsi |
| 0897912 | Kolonia | część wsi |
| 0897929 | Sosny   | część wsi |